# The King of Rome

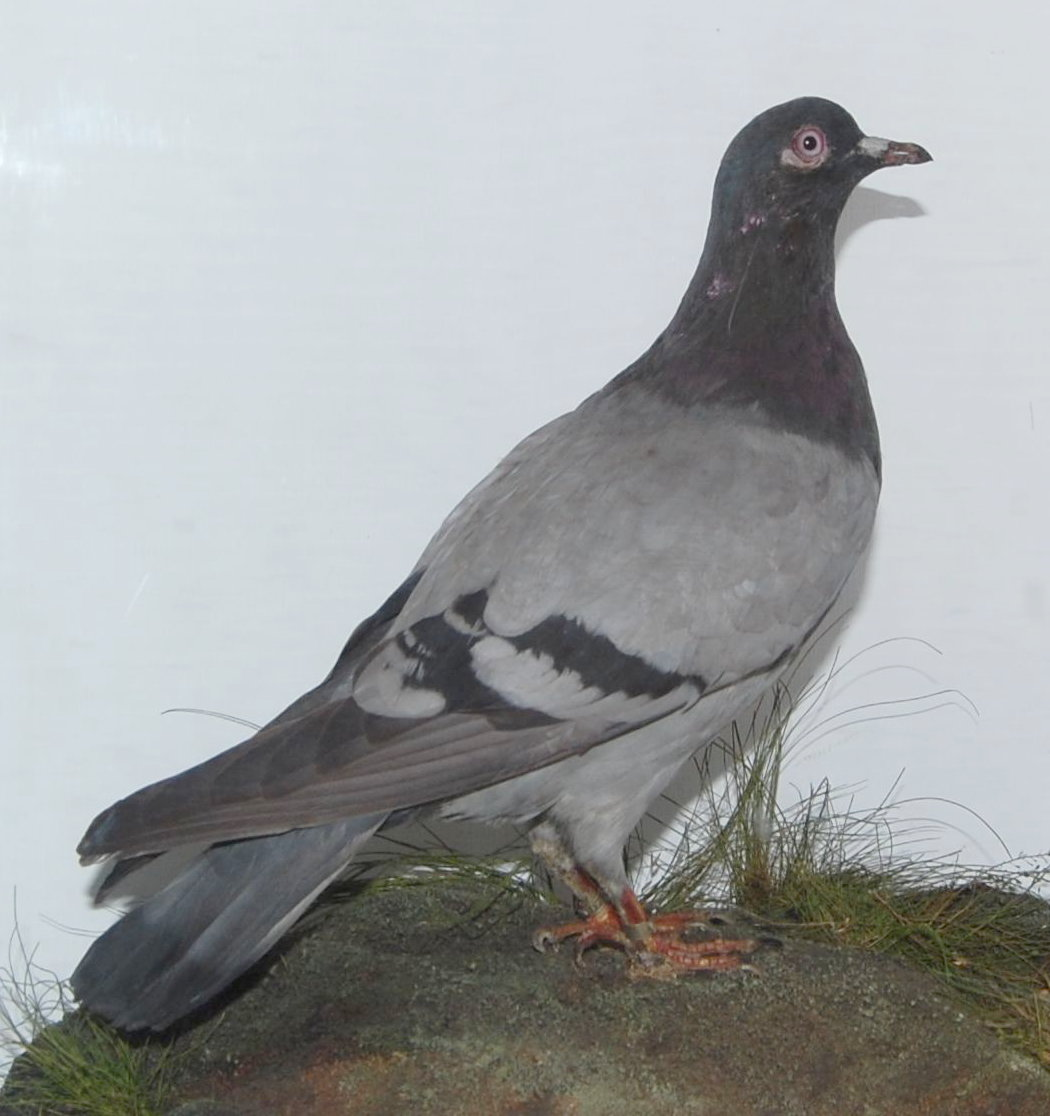
The King of Rome w Muzeum w Derby

The King of Rome – gołąb pocztowy, który wygrał międzynarodowy wyścig z Rzymu do Anglii w 1913 r. Dave Sudbury napisał na temat tego ptaka piosenkę i książkę, na podstawie których opracowano słuchowisko radiowe. Najbardziej znane wykonanie piosenki zostało nagrane przez June Tabor.

## Ptak
The King of Rome  był gołębiem pocztowym, który jako jedyny doleciał z Rzymu do Anglii w ramach zawodów rozegranych w 1913 r. Ptak, niebiesko ubarwiony samiec z numerem obrączki NU1907DY168, należał i był trenowany przez Charliego Hudsona (ur. we wczesnych latach 1870, zm. 13 marca 1958), zamieszkałego na 56 Brook Street, Derby, który zarejestrował swoją hodowlę gołębi w 1904. W czasie gdy odbył się zwycięski dla jego gołębia wyścig, Charlie Hudson był prezesem i skarbnikiem  Derby Town Flying Club. Pisywał również do Derby Evening Telegraph artykuły na temat zawodów gołębi pocztowych.
Statystycznie, w ramach długodystansowych zawodów dla  gołębi pocztowych dolatuje do miejsca zamieszkania ok. 7% ptaków. W 1913 r. belgijscy hodowcy odnotowali przylot 63 ptaków spośród 1200 wpuszczonych, jednak bardzo długo ani jeden z ptaków należących do angielskich hodowców nie doleciał do domu. Podejrzewano, że za ten rezultat odpowiadała wyjątkowo niesprzyjająca w 1913 r. pogoda. Wreszcie, po znacznie dłuższym niż normalnie czasie, zdołał dolecieć na miejsce ptak należący do Charliego Hudsona, w pewnym sensie ratując honor angielskich hodowców.
Po śmierci ptaka, jego właściciel przekazał jego zwłoki do Derby Museum and Art Gallery, które poddało je  taksydermii i przechowuje pod numerem katalogowym DBYMU.1946/48. Od 2011 r. ciało ptaka jest wystawione publicznie w tym muzeum oraz było wypożyczane na wystawy czasowe do kilku innych muzeów, m.in. Walsall Museum i Wollaton Hall w Nottingham.

## Piosenka, książka i słuchowisko

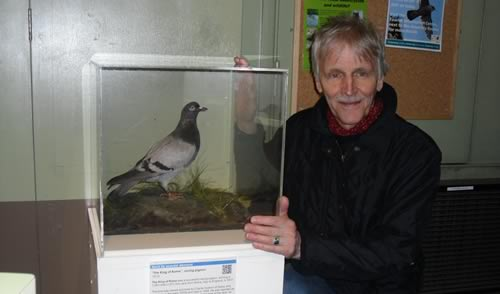
Sudbury i bohater jego piosenki

The King of Rome i jego właściciel stali się bohaterami piosenki i książki autorstwa Dave’a Sudbury’ego (ur. w Derby w 1943). Najbardziej znane wykonanie piosenki należy do June Tabor. Sam Sudbury wykonał tę piosenkę w ramach konkursu zorganizowanego przez Northern Arts Council w późnych latach 1980, i zajął w nim 4. miejsce. Piosenka spodobała się jednak na tyle Jane Tabor, która była członkinią jury konkursowego, że zdecydowała się ona ją nagrać w 1988 r. i włączyć do swojego albumu, pt.  Aqaba. Piosenka spodobała się również Brianowi McNeillowi, który włączył ją do swojego repertuaru oraz nagranego wspólnie z Iainem MacKintoshem w 2000 r. albumu pt. Live and Kicking.
Amerykański piosenkarz folkowy, Vance Gilbert, nagrał piosenkę do wydanego w 1994 albumu Edgewise, zaś Kanadyjczyk Garnet Rogers włączył tę piosenkę do albumu Small Victories (1990) i ponownie do albumu Summer Lightning (2004). Zespół Half Man Half Biscuit zaśpiewał własną wersję piosenki w ramach sesji radiowej dla BBC, nie została ona jednak jak dotąd wydana. W trakcie BBC Radio 2 Folk Awards w 2012, zespół The Unthanks zagrał tę piosenkę  z akompaniamentem Brighouse and Rastrick Brass Band. Pojawiła się ona na albumie The Unthanks with Brighouse and Rastrick Brass Band.
W 2010 r. Sudbury wydał 32 stronicową książkę pt. The King of The Rome z ilustracjami Hansa Saefkowa.
Dla uczczenia 100-lecia zwycięstwa ptaka, radio „Cornucopia” wyemitowało słuchowisko radiowe pt. The King of Rome autorstwa Antonhy’ego Atkina i Alison Glossop